# Residência da Família Fuganti Carillo
A Residência da Família Fuganti  localizada no bairro de Perdizes, Zona Oeste de São Paulo, foi tombada definitivamente em agosto de 2011. A antiga residência da família Fuganti foi considerada patrimônio histórico da cidade de São Paulo ao ser caracterizada como um prédio de arquitetura neocolonial, representando um período muito importante da cidade e de construção cultural do próprio bairro.

## História
A Casa da Rua Cardoso de Almeida é de construção datada por volta de 1921, ano pertencente ao período histórico de formação do bairro de Perdizes, onde está localizada. Segundo documentos anexados ao processo de tombamento e preservação do edifício, a casa teria sido uma antiga residência. De arquitetura classificada como neocolonial, a construção segue um tendência de estilo arquitetônico do início do século 20.
Documentos do 2º Cartório de Registro de Imóveis de São Paulo apontam que o projeto e planta original da casa datam-se por volta do mês de junho de 1926. Os registros de propriedade do prédio, no entanto, datam no mesmo cartório a partir do ano 1982. Nesse documento, constam como primeiros proprietários da casa Oscar e Lydia Fuganti que doaram a propriedade em usufruto para as filhas Lourdes Fuganti Carillo, Celita Fuganti Villanueva e Marlene Fuganti Cabello Campos
Nos mesmos registros, consta a determinação de usufruto vitalício para os membros, incluindo cônjuges e descendentes. Após a morte de Oscar e Lydia Funganti, tal família passa a ter plena propriedade do imóvel. No ano de 2007, porém, os descendentes da família decidem cancelar o usufruto e optar pela venda da propriedade a SUCRE PARTICIPAÇÕES LTDA, empresa atual proprietária da casa.

## Tombamento

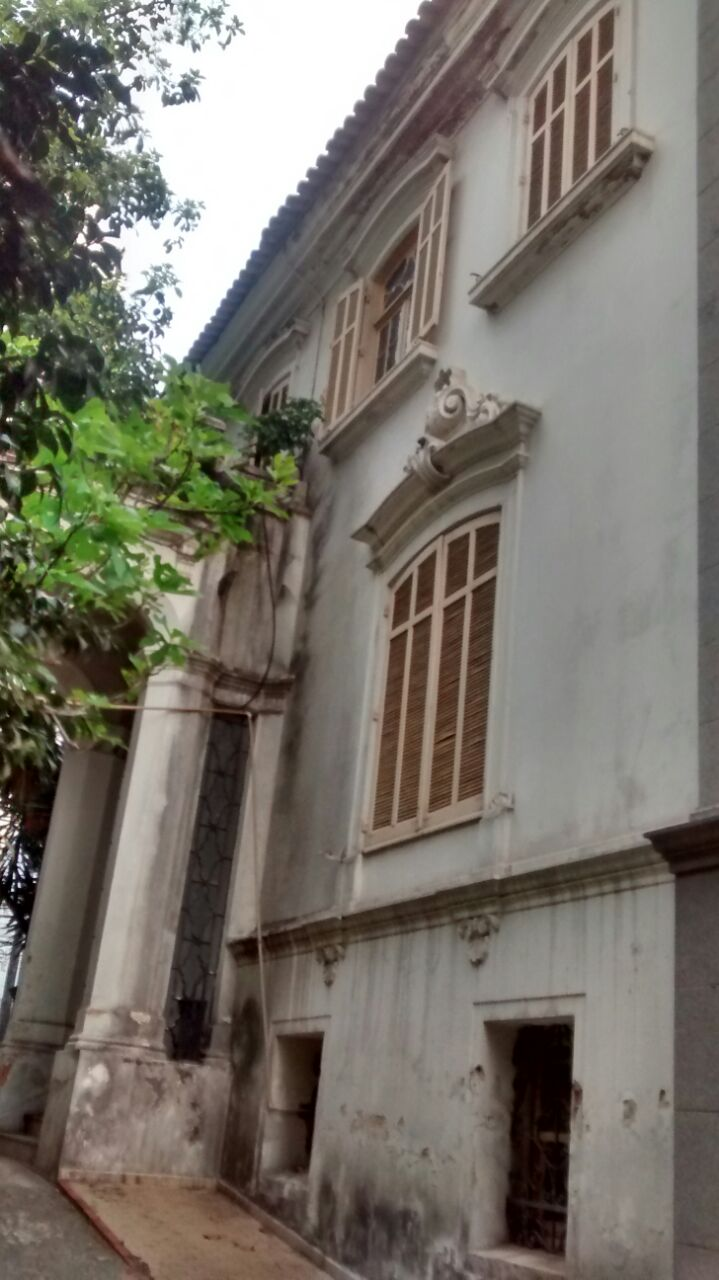
Lateral da casa

O processo de tombamento da Casa da Rua Cardoso de Almeida se iniciou a partir de julho de 2008, quando se houve notícias de intenções de demolição do bem. As arquitetas Ana Winter e Vânia Lewkowicz e os sociólogos Fátima Antunes e Francisco Saragioto Neto deram entrada no pedido de abertura do processo de tombamento da antiga casa, com o objetivo de preservá-la, alegando seu imenso valor histórico e arquitetônico para a cidade.
Além disso, o grupo alegou a oportunidade de estudos mais aprofundados em relação ao imóvel e destacaram que sua preservação em meio a uma área urbana, já conturbada com novos lançamentos imobiliários, seria de extrema relevância sociocultural, já que a própria identidade do bairro estaria ameaçada. Os argumentos foram levados em conta por uma comissão do Conselho de Patrimônio Histórico, Cultural e Ambiental da Cidade de São Paulo, o CONPRESP que autorizou a abertura do processo em 3 de julho de 2008.
A partir dessa data o Departamento de Patrimônio Histórico da cidade iniciou o processo de investigação dos detalhes arquitetônicos do edifício, por meio de pareamento de estudos e visitas técnicas. A conclusão que decidiu por tombar a casa conhecida como Residência Neocolonial veio em setembro de 2008.
Em fevereiro de 2011 veio a homologação do pedido de tombamento, que decidiu pelo tombamento definitivo do imóvel. A certidão de tombamento da Casa da Rua Cardoso de Almeida, 716 foi carimbada em agosto de 2011. 

## Restauração

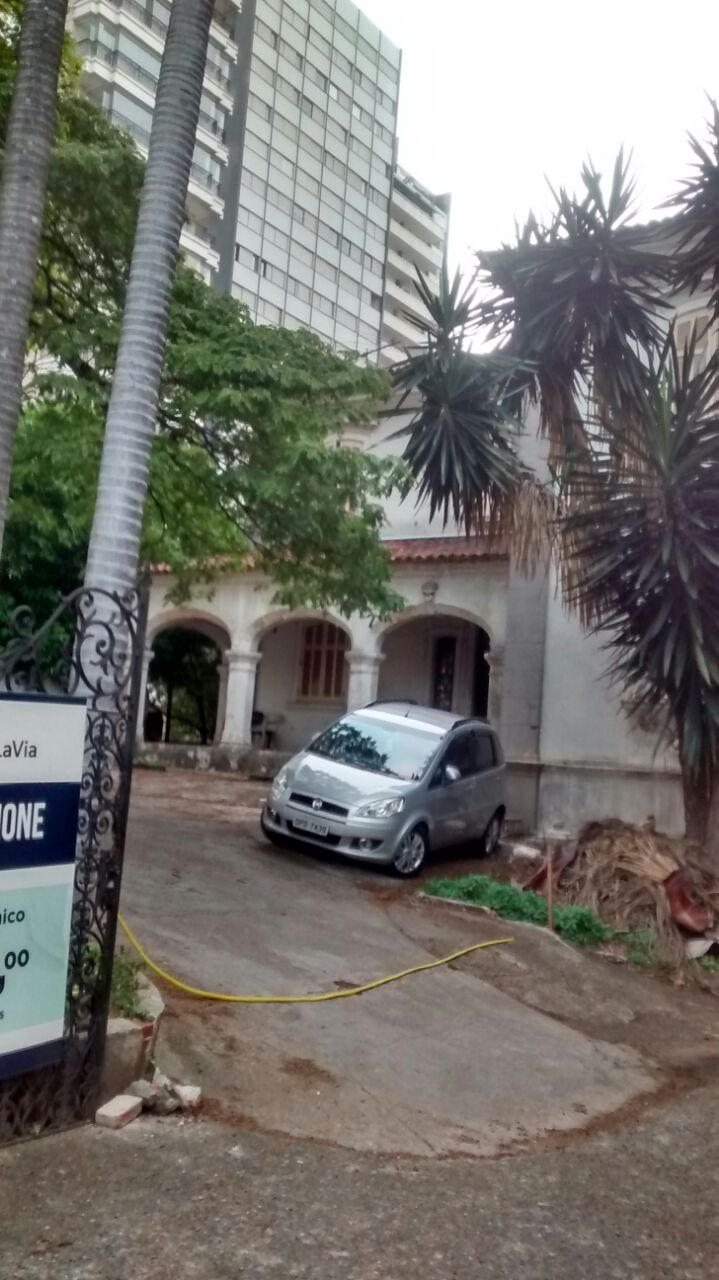
Visão da rua

Em agosto de 2008 a arquiteta Fernanda Craveiro Cunha, em nome da empresa Maria Luiza Dutra e Associados – Arquitetura e Restauros LTDA, entrou com o pedido de autorização de restauração da casa ao CONPRESP. Meses depois, a arquiteta e o escritório retiraram a autoria do projeto protocolado por discordarem de condutas levadas à cabo por um dos profissionais envolvidos no processo - mediador entre projeto e proprietário.
O procedimento de restauro, nesta altura assinado por outro responsável técnico, foi julgado apenas em abril de 2010, autorizando a restauração do imóvel, desde que se preserve suas características arquitetônicas e estruturais anteriores ao tombamento.
Não se ouve mais notícias com relação ao processo de restauro. A Residência Neocolonial, hoje, encontra-se abandonada e seu pátio externo é utilizado como estacionamento de carros. 

## Arquitetura Neocolonial

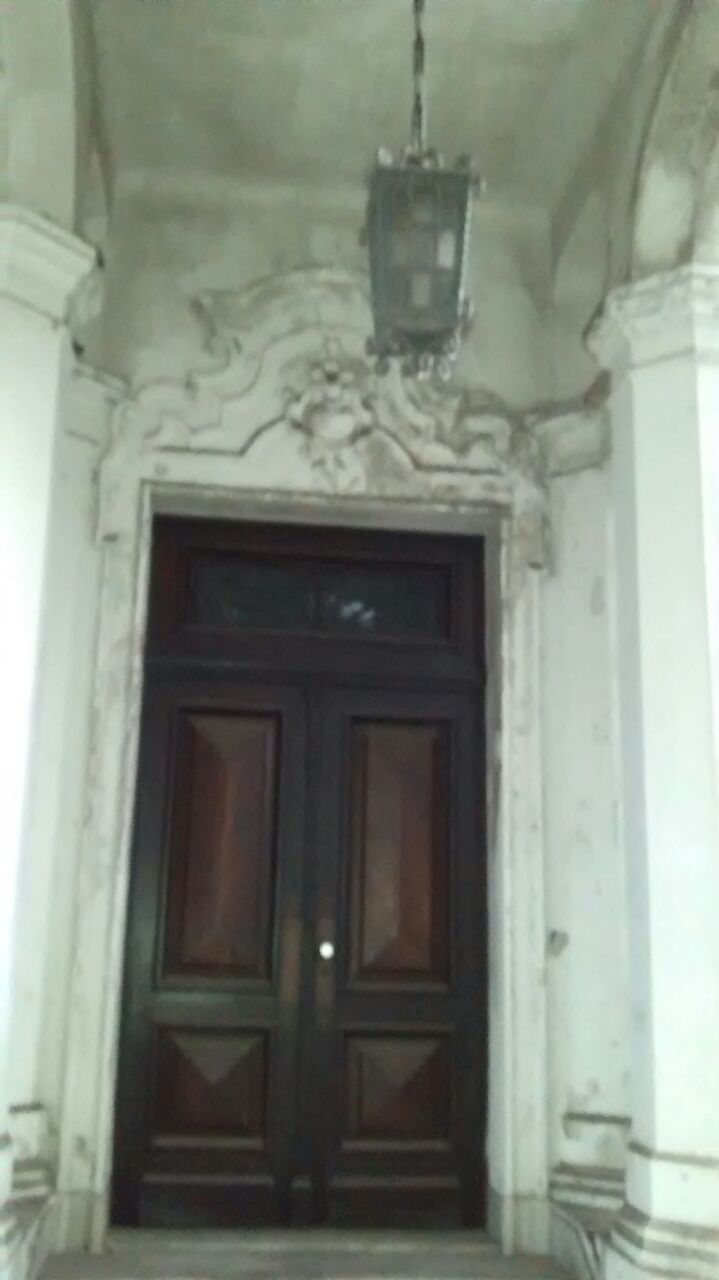
Detalhes da porta de entrada

Características do movimento arquitetônico encontradas na Casa da Rua Cardoso de Almeida, 716:
- Jardins de recuo, marcando os acessos a moradia e ao alpendre;
- Telhado de telhas de barro com ponteiras curvas e beirais;
- Colunas e arcos abatidos;
- Piso e escada de mármore;
- Porta de ferro de duas folhas com vidros internos.
- Painel de azulejos de autoria de José Wasth Rodrigues emolduram a escada entre o port-cochére e o pavimento térreo da residência.

## O bairro de Perdizes
O bairro de Perdizes, em sua origem, apresentava uma característica predominantemente residencial. Os altos custos do terreno desde o nascimento da região não permitiram que a população operária de baixa renda tivesse acesso ao bairro, que cresceu em meio ao poder a alta burguesia da época.
O processo natural de ocupação deu-se mais intensamente por volta dos anos 1940, expandindo-se para os bairros do Pacaembu, Pompéia e Sumaré.
A Casa da Rua Cardoso de Almeida, 716 foi construída na primeira fase de formação do bairro, entre os anos 1910 e 1920, justificando o estilo neocolonial do patrimônio, que predominava nas construções arquitetônicas.

## Galeria

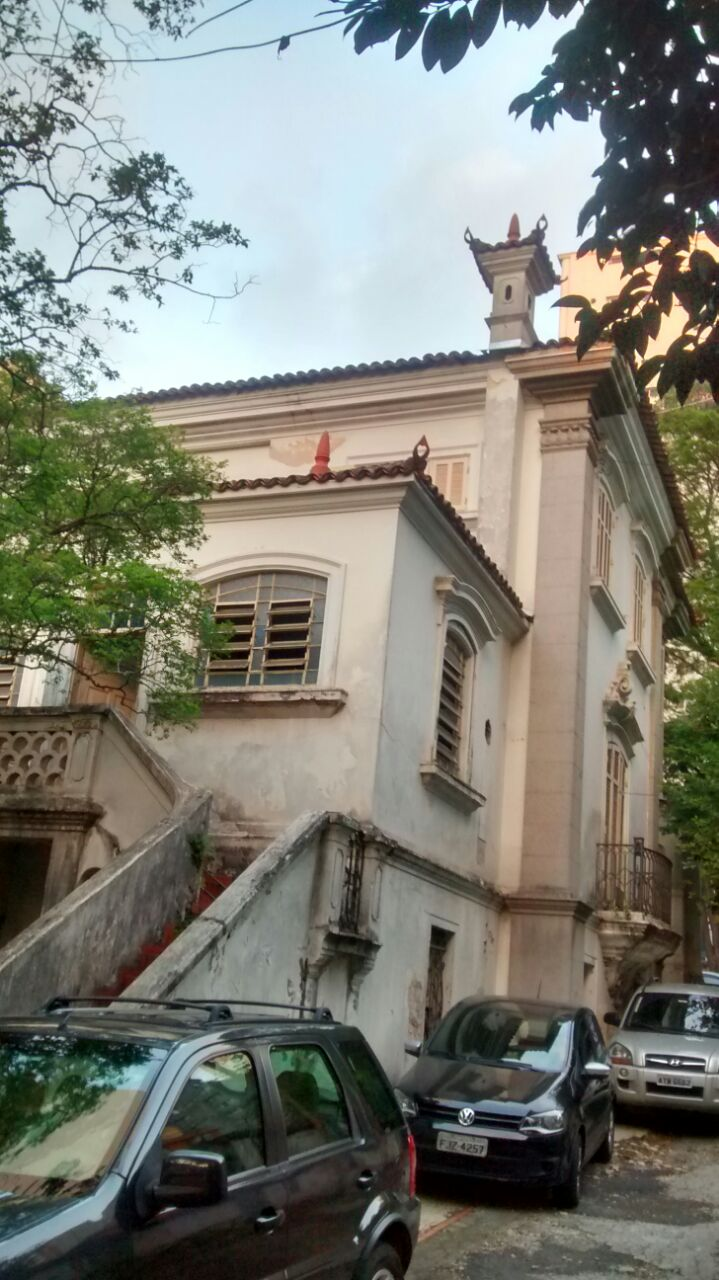
Lateral direita da casa
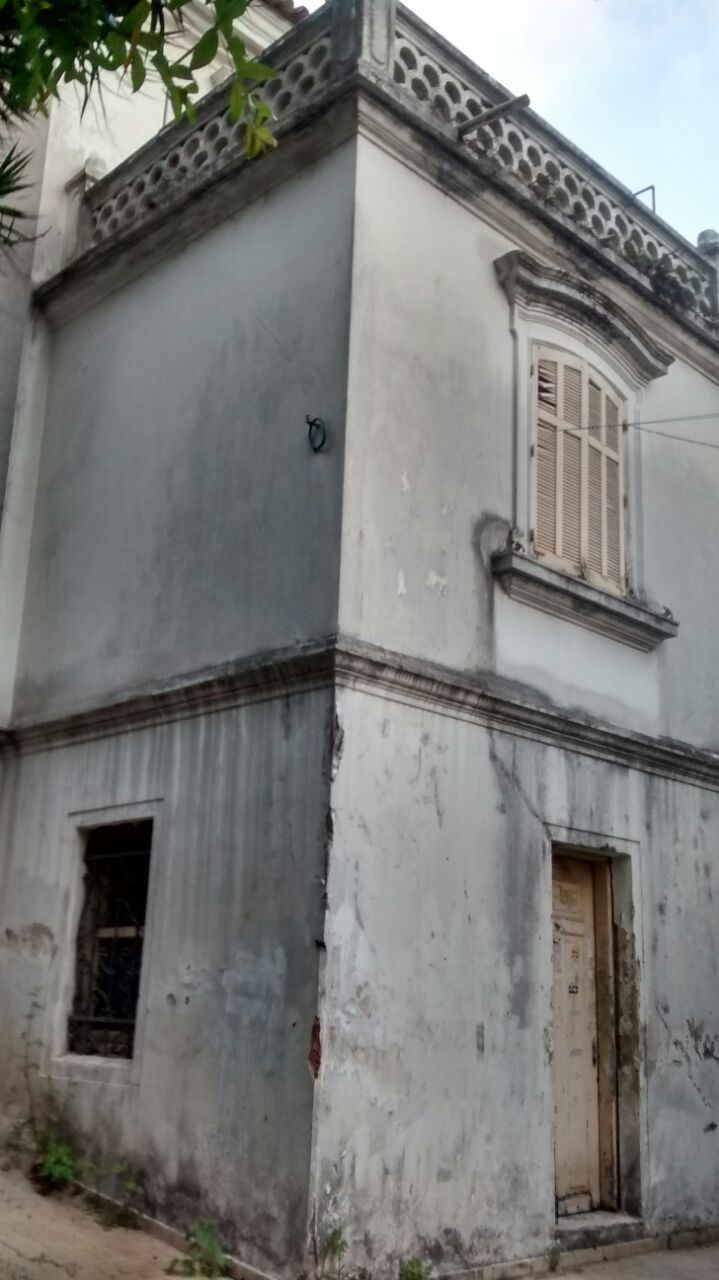
Lateral esquerda da casa
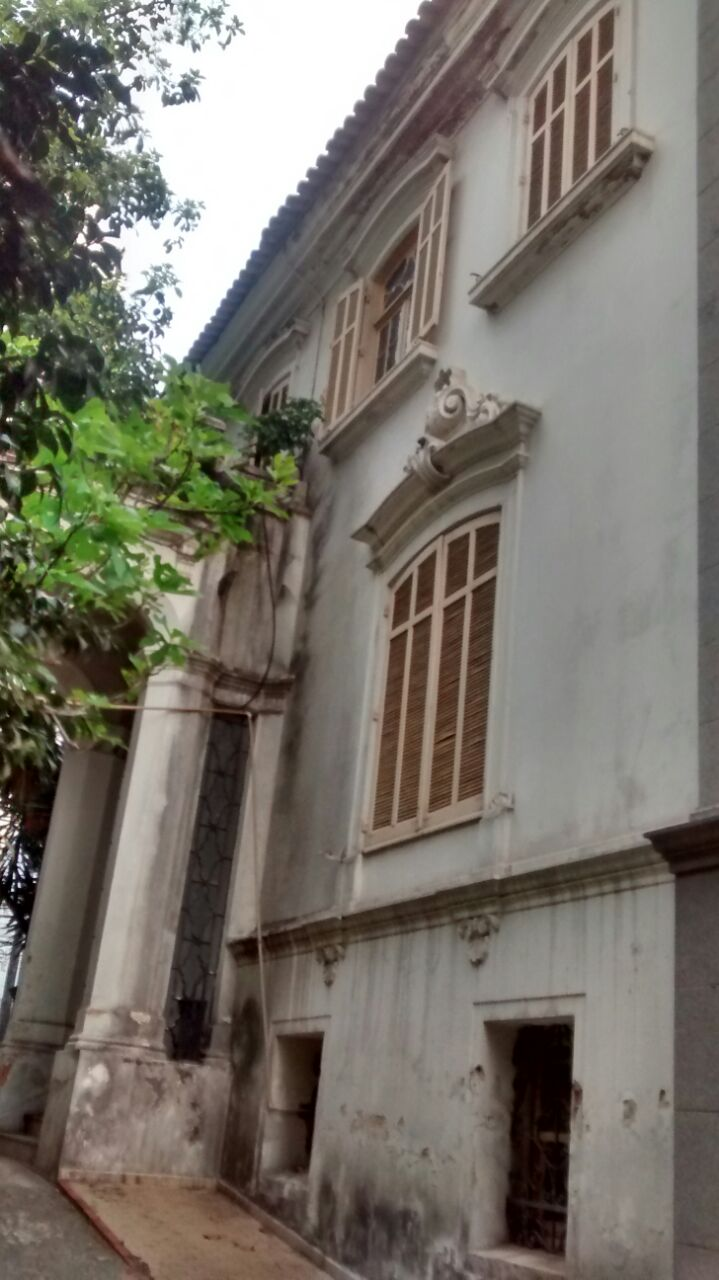
Fundos da casa
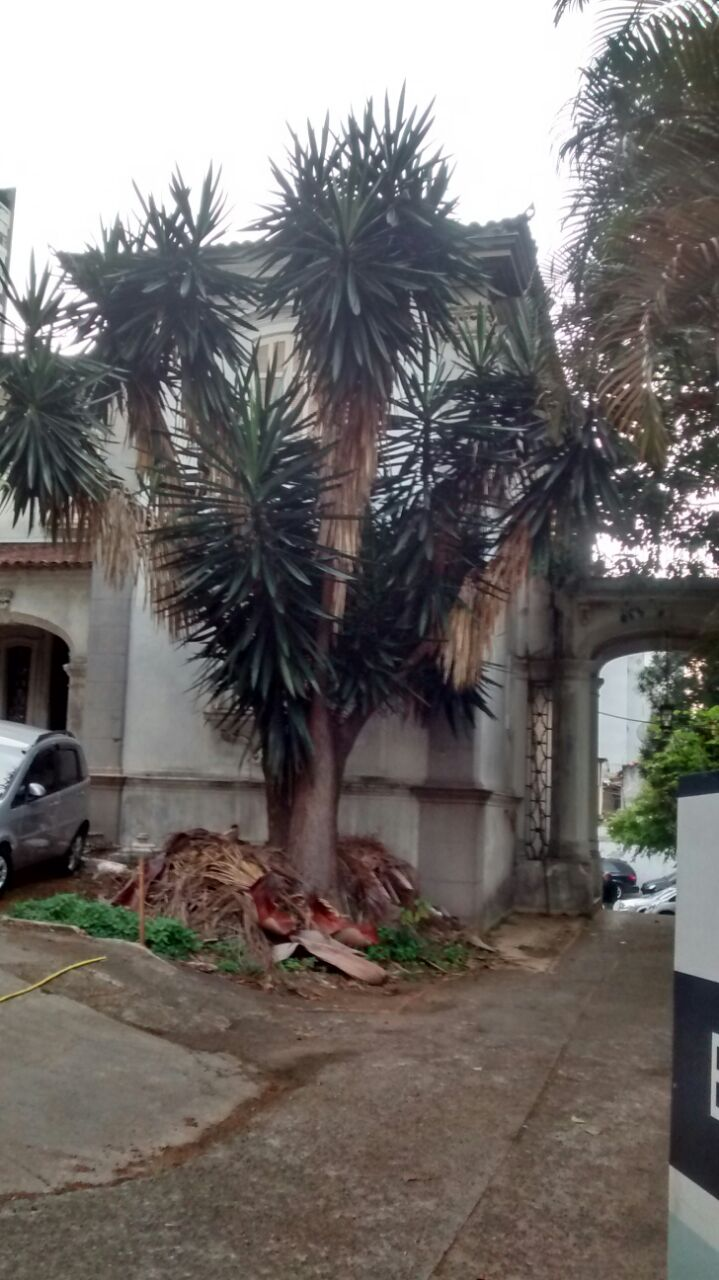
Visão frente lateral
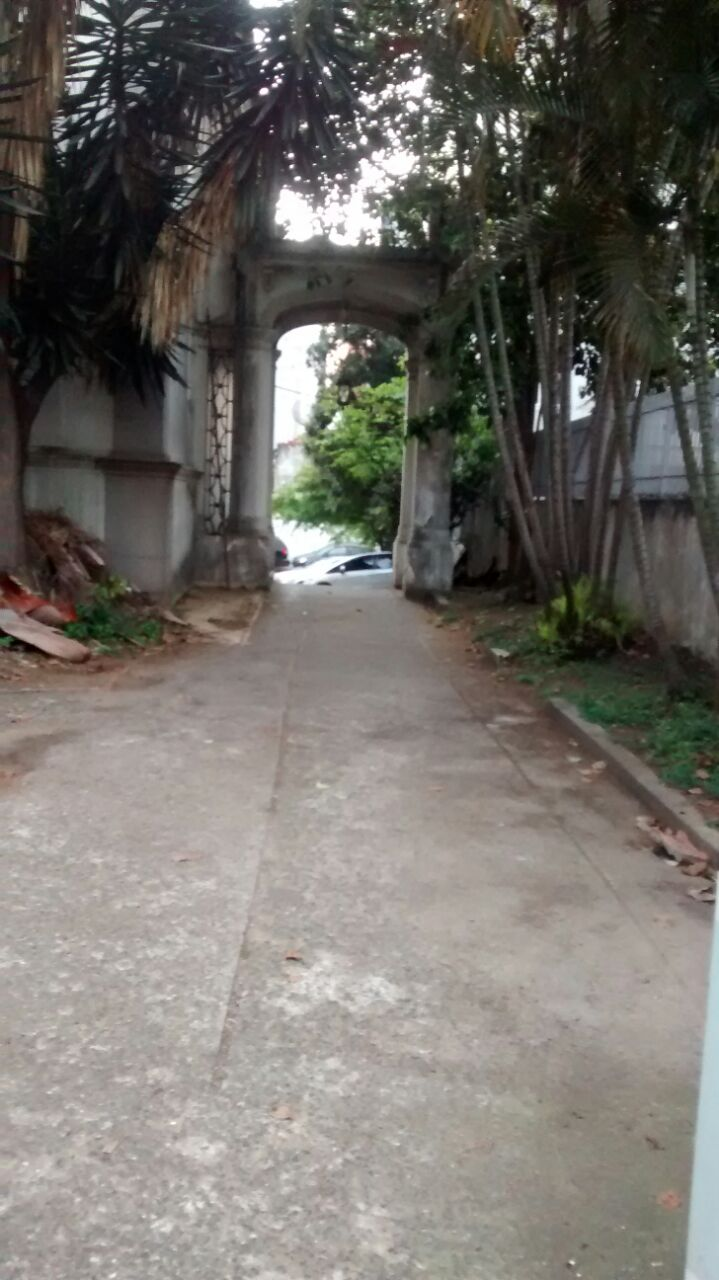
Corredor lateral
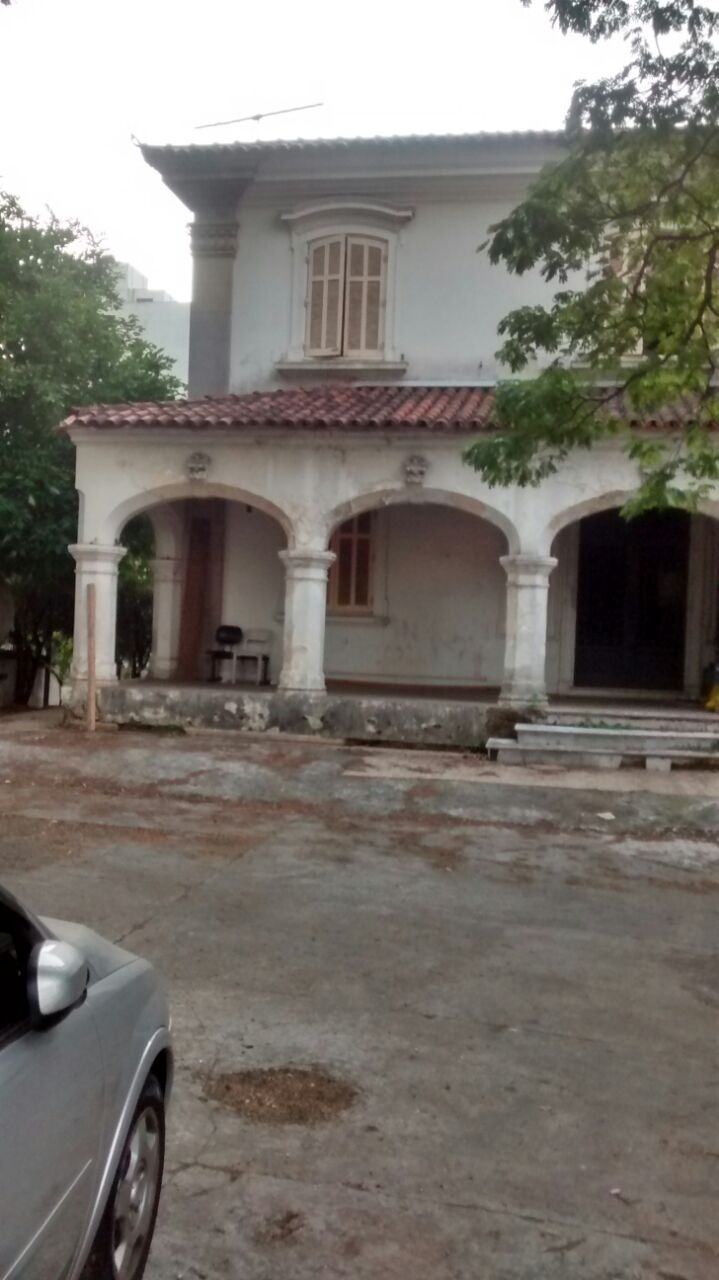
Frente da casa